# Simplificação de circuitos lógicos

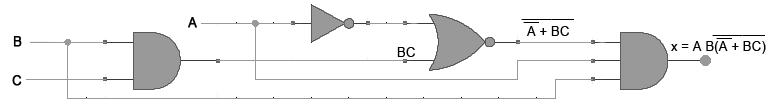
Circuito lógico não-simplificado.

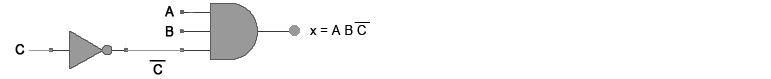
Circuito lógico simplificado.

A expressão obtida através de um circuito lógico pode ser reduzida a uma expressão que possua um menor número de termos e variáveis, em termos da expressão. Essa expressão pode ser utilizada no lugar da expressão original sem alterar os valores finais do circuito. Assim pode-se dizer que o circuito foi simplificado.

## Simplificação de Circuito

### Expressões booleanas de soma-de-produtos
Quando se inicia um projeto lógico, primeiramente é construída a tabela verdade. A tabela mostra os resultados exatos do circuito. Após analisado o circuito, as saídas 1 serão submetidas a uma série de operações AND. As expressões obtidas serão novamente submetidas, desta vez a uma operação OR, para assim formar a expressão completa da tabela. Esta expressão é chamada de expressão de forma de termo mínimo (Mintermo), ou expressão de soma de produtos.

### Expressões booleanas de produto-de-somas
A tabela verdade também pode ser descrita utilizando a forma de termos máximos (Máxtermos). Esta expressão é desenvolvida a partir das saídas 0 da equação. Para cada saída 0 um termo é submetido a uma operação OR. Os termos depois de obtidos são submetidos a uma operação NAND. A expressão de produto das somas também pode ser chamada de forma de produto-de-somas.

### Utilização dos Teoremas de De Morgan
Os Teoremas de De Morgan são muito úteis na álgebra booleana. Eles permitem a fácil transferência de um lado para outro da forma de expressão booleana de termos mínimos para a de termos máximos. Eles também permitem a eliminação de barras de negação em diversas variáveis.

### Utilização da porta lógica NAND
Todos os circuitos digitais podem ser construídos com a partir das portas fundamentais AND, OR e NOT. A utilização da lógica NAND nem sempre simplifica o circuito. Em algumas situações seria preferível o uso das lógicas AND e OR, por causa do menor número portas que será usado.

### Utilização da porta lógica NOR
A porta lógica NAND foi considerada a "porta universal" quando se tratava de substituição de um padrão lógico AND-OR, porém quando uma expressão booleana de maxtermos forma um padrão OR-AND, a porta NAND não funciona muito bem. A porta NOR tornou-se então a "porta universal" na substituição de padrões OR-AND. A porta NOR continua sendo usada menos que a porta NAND.

### Mapas de Karnaugh
A álgebra de boole é a base de qualquer simplificação de circuitos lógicos. Uma técnica fácil e amplamente usada na simplificação de circuitos é o Mapa de Karnaugh. Esta técnica gráfica tem como base os teoremas booleanos. O Mapa de Karnaugh é um dentro dos vários outros métodos usados por projetistas na simplificação dos circuitos lógicos.
- Primeira Etapa: A primeira etapa no processo mapeamento consiste em desenvolver a expressão booleana de mintermos a partir de uma tabela verdade. Para cada saída 1 a tabela verdade produz uma série de variáveis submetidas à uma operação AND. Após isso os grupos serão submetidos a uma operação OR, para assim forma uma expressão booleana de mintermos (soma-de-produtos). Esta expressão será denominada “expressão booleana não simplificada”.
- Segunda Etapa: A segunda etapa consiste em posicionar os "1's" apropriadamente dentro dos quadrados do mapa. O mapa é uma coluna de saída muito especial da tabela verdade.
- Terceira Etapa: Na terceira etapa deve-se enlaçar os grupos adjascetes de dois, quatro ou oito 1s que estão juntos.
- Quarta Etapa: A quarta etapa é a eliminação de variáveis. Quando ocorrer de uma variável e seu complemento estiverem juntas dentro de um laço, esta variável é eliminada.